# 唯英语运动
唯英语运动（英語：English-only movement）又名英语官方化运动（英語：Official English movement）、独尊英语运动，是指美国政府以官方操作通过英语作为唯一官方语言的政治运动。

## 历史

### 早期
1847年的一条路易斯安那州法律授权在公立学校对法语人口盎格鲁化。1849年，加州宪法确认了西班牙语使用的权利，美国南北战争后法语使用权被废除，在1868年印第安和平委员会建议美国原住民选择只讲英语的学校。1878年至1879年，加州宪法规定“加利福尼亚州的所有法律、官方著作以及行政\立法和司法程序所产生的文件只能由英语写成、保存及出版。”
在19世纪80年代后期，威斯康星州和伊利诺伊州通过了在公立学校和教会学校只使用英语的法律。
1896年，英语成为夏威夷共和国儿童公共教育的主要语言。美西战争后，波多黎各宣布英语为学校教学的“官方语言”。以同样的方式，美菲战争后，菲律宾的官方语言被修改为英语。
第一次世界大战期间，美国人普遍反对使用德语，包括移除图书馆里的德语书籍。（一个类似的行动发生在南澳大利亚。1917年命名法案立法改名69个乡镇、郊区和地区的德语名称）

### 现代
- 1980年，佛罗里达州的选民在戴德县通过了一项“反双语条例”。[4]然而，由州级委员会在1993年废除该条例，理由是“种族地为导向的选区重划”[5]之后导致了政府的变化。[6]
- 1981年，弗吉尼亚州宣布英语为官方语言。
- 1983年，John Tanton博士和美国联邦参议员S. I. Hayakawa成立了一个政治游说组织-U.S. English。 （Tanton是塞拉俱乐部人口委员会和人口零增长的前负责人，美国移民改革联合会（FAIR）的创始人）1986年，Tanton写了一份备忘录，其中包含西班牙人声称是贬损的批评，备忘录出现在亚利桑那共和报，导致董事会成员沃尔特·克朗凯特及执行董事琳达·查维兹辞任U.S. English;同年，拉里·普拉特创办了English First，同时德克萨斯州的一名工程师-Lou Zaeske，成立了美国民族联盟（英語：American Ethnic Coalition）。
- 1994年，John Tanton和其他前U.S. English的成员成立了ProEnglish，专门捍卫亚利桑那州英语为唯一官方语言的法律。 ProEnglish拒绝使用术语“唯英语运动”，并要求其支持者称呼该运动为“官方英语运动”。[7]
- 2006年5月，美国参议院投票两个单独的移民法案。[8][9]修订后的法案认可的英语作为“共同、统一的语言”和政府机关对非英语出版物给予矛盾指示的义务。[10]
- 2007年6月6日，美国参议院对两个移民改革法案单独的修订进行再次投票，酷似2006年参议院法案的修订。[11]

最终，无论是2006年还是2007年的移民改革法案也没能成为法律。
- 2009年1月22日，在田纳西州纳什维尔的选民公投否决了一项提案，提案的大致内容为：“美国纳什维尔最大的城市禁止政府使用除英语以外的语言，允许特殊类型的文件（与健康和安全问题有关的文件）使用”，提案未能通过表决的57％至43％。[13]
- 2012年3月，共和党总统候选人里克·桑托伦批评一些来自波多黎各的共和党代表，他的立场为一个讲西班牙语的领土-波多黎各，也应把英语作为主要语言。[14]

## 现状
美国联邦政府自建国近250年来向未指定官方语言，但是所有的官方文件都用英文书写的，尽管有些文件也出版其他语言的版本。直至2025年3月1日，唐納·川普總統以行政命令首次將英语定為聯邦政府的官方语言。各州則自有規定如次：

美国各州是否以英语为官方语言:
唯以英語為官方语言
有两种官方语言（路易斯安那州-法语和英语，新墨西哥州-西班牙语和英语，夏威夷州-夏威夷语和英语）

| 地区           | 英语为官方语言 | 其他语言           | 注释                                          | 参考                         |
| -------------- | -------------- | ------------------ | --------------------------------------------- | ---------------------------- |
| 阿拉巴马州     | 是             | 否                 | 自1990年以来                                  | [ 17 ]                       |
| 阿拉斯加州     | 是             | 阿拉斯加原住民語言 | 自2007年以来，1998年的法律裁定违宪            | [ 18 ]                       |
| 亞利桑那州     | 是             | 否                 | 自2006年以来，1988年的法律裁定违宪            | [ 19 ]                       |
| 阿肯色州       | 是             | 否                 | 自1987年以来                                  | [ 17 ]                       |
| 加利福尼亚州   | 是             | 否                 | 自1986年以来                                  | [ 17 ]                       |
| 科羅拉多州     | 是             | 否                 | 自1988年以来                                  | [ 17 ]                       |
| 康涅狄格州     | 否             | 否                 |                                               | [ 17 ]                       |
| 特拉华州       | 否             | 否                 |                                               | [ 17 ]                       |
| 佛罗里达州     | 是             | 否                 | 自1988年以来                                  | [ 17 ]                       |
| 佐治亚州       | 是             | 否                 | 自1996年以来                                  | [ 17 ]                       |
| 夏威夷州       | 是             | 夏威夷语           | 自1978年以来                                  | [ 17 ]                       |
| 爱达荷州       | 是             | 否                 | 自2007年以来                                  | [ 17 ]                       |
| 伊利诺伊州     | 是             | 否                 | 自1969年以来                                  | [ 17 ]                       |
| 印第安纳州     | 是             | 否                 | 自1984年以来                                  | [ 17 ]                       |
| 艾奥瓦州       | 是             | 否                 | 自2002年以来                                  | [ 17 ]                       |
| 堪薩斯州       | 是             | 否                 | 自2007年以来                                  | [ 17 ]                       |
| 肯塔基州       | 是             | 否                 | 自1984年以来                                  | [ 17 ]                       |
| 路易斯安那州   | 否             | 否                 | 法语有特殊的地位                              | [ 17 ]                       |
| 缅因州         | 否             | 否                 |                                               | [ 17 ]                       |
| 马里兰州       | 否             | 否                 |                                               | [ 17 ]                       |
| 麻薩諸塞州     | 否             | 否                 |                                               | [ 17 ]                       |
| 密西根州       | 否             | 否                 |                                               | [ 17 ]                       |
| 明尼蘇達州     | 否             | 否                 |                                               | [ 17 ]                       |
| 密西西比州     | 是             | 否                 | 自1987年以来                                  | [ 17 ]                       |
| 密蘇里州       | 否             | 否                 |                                               | [ 17 ]                       |
| 蒙大拿州       | 是             | 否                 | 自1995年以来                                  | [ 17 ]                       |
| 內布拉斯加州   | 是             | 否                 | 自1923年以来                                  | [ 17 ]                       |
| 内华达州       | 否             | 否                 |                                               | [ 17 ]                       |
| 新罕布什尔州   | 是             | 否                 | 自1995年以来                                  | [ 17 ]                       |
| 新澤西州       | 否             | 否                 |                                               | [ 17 ]                       |
| 新墨西哥州     | 否             | 否                 | 西班牙语有特殊的地位，自从 1912年通过的州宪法 | 见新墨西哥州西班牙语（英文） |
| 紐約州         | 否             | 否                 |                                               | [ 17 ]                       |
| 北卡羅來納州   | 是             | 否                 | 自1987年以来                                  | [ 17 ]                       |
| 北达科他州     | 是             | 否                 | 自1987年以来                                  | [ 17 ]                       |
| 俄亥俄州       | 否             | 否                 |                                               | [ 17 ]                       |
| 奧克拉荷馬州   | 是             | 否                 | 自2010年以来                                  | [ 20 ]                       |
| 俄勒冈州       | 否             | 否                 | 自1989年以来                                  | [ 17 ]                       |
| 宾夕法尼亚州   | 否             | 否                 |                                               | [ 17 ]                       |
| 羅德島州       | 否             | 否                 | 自1992年以来                                  | [ 17 ]                       |
| 南卡罗来纳州   | 是             | 否                 | 自1987年以来                                  | [ 17 ]                       |
| 南達科他州     | 是             | 苏族语             | 自2019年以来                                  | [ 17 ]                       |
| 田纳西州       | 是             | 否                 | 自1984年以来                                  | [ 17 ]                       |
| 德克萨斯州     | 否             | 否                 |                                               | [ 17 ]                       |
| 犹他州         | 是             | 否                 | 自2000年以来                                  | [ 17 ]                       |
| 佛蒙特州       | 否             | 否                 |                                               | [ 17 ]                       |
| 弗吉尼亚州     | 是             | 否                 | 自1981年以来                                  | [ 17 ]                       |
| 华盛顿州       | 否             | 否                 | 自1989年以来                                  | [ 17 ]                       |
| 西維吉尼亞州   | 否             | 否                 |                                               | [ 17 ]                       |
| 威斯康辛州     | 否             | 否                 |                                               | [ 17 ]                       |
| 怀俄明州       | 是             | 否                 | 自1996年以来                                  | [ 17 ]                       |
| 美属萨摩亚     | 是             | 萨摩亚语           |                                               | [ 21 ]                       |
| 哥伦比亚特区   | 否             | 否                 |                                               |                              |
| 关岛           | 是             | 查莫罗语           |                                               |                              |
| 北马里亚纳群岛 | 是             | 查莫罗语、加罗林语 |                                               |                              |
| 波多黎各       | 是             | 西班牙语           |                                               | [ 22 ]                       |
| 美属维尔京群岛 | 是             | 否                 |                                               | [ 23 ]                       |

## 背后成因
1907年，美国总统西奥多·罗斯福写道：“在这个国家只有一种语言，那就是英语，我们打算见到，严峻的考验后我们的人民将作为美国人、美国国籍，而不是作为一个多语种宿舍的居民。”
ProEnglish，美国“唯英语运动”倡导者之一，他们的理念是：“我们这样的多元化的国家，政府的职能应该是团结我们，而不是分裂我们”因此，ProEnglish通过法院和舆论捍卫英语的历史作用，并说服立法者在各州政府以英语作为官方语言。
另一个“唯英语运动”倡导者，U.S. English，他们的理念是：“如果英语作为唯一官方语言的法案通过，将有助于移民学习和使用英语”。

## 批评
私人组织美国语言学学会反对唯英语运动，他们通过一项决议“反对唯英语运动，该运动不符合美国宽容其他语言使用的做法。”
美国公民自由联盟（ACLU）指出：“唯英语”相关的法律违反美国宪法第一修正案，因为这些法律禁止政府雇员提供非英语的服务。很多学者似乎都同意。
2000年8月11日，美国总统克林顿签署13166号行政命令，“让英语能力有限的人获得服务”该行政命令要求美国联邦机构审查他们提供的服务，确定是否需要服务那些英语能力有限的人（LEP），制定和实施一个系统为这些LEP人士提供服务，以方便他们。
南方贫困法律中心已将一些唯英语运动列为群体仇恨。